# Saint-Germain-de-Vibrac

Saint-Germain-de-Vibrac este o comună în departamentul Charente-Maritime, Franța. În 1 ianuarie 2022 avea o populație de 186 de locuitori.